# Toshihiko Sakai
Toshihiko Sakai (japonès: 堺 利彦, Sakai Toshihiko; Miyako, província de Buzen, actual prefectura de Fukuoka, Japó, 25 de novembre de 1871 - Tòquio, Japó, 23 de gener de 1933) va ser un escriptor, socialista i esperantista japonès. També és conegut amb el pseudònim Saka Kosen (堺枯川).
Va néixer en una família samurai. Va estudiar anglès a l'Acadèmia Kaisei i literatura de forma autodidacta. Mentrestant, escrivia obres de ficció. Va treballar com a professor i periodista a Fukuoka i a Osaka. Suematsu Kencho el va convidar que s'allotgés a la residència de l'antic clan Mori per treballar en l'edició d'una història de la restauració Meiji. Posteriorment, va treballar per al diari Yorozu. Allà va començar a donar suport a diverses causes relacionades amb la justícia social i el pacifisme. El 1903 Sakai va fundar l'organització socialista Heiminsha, juntament amb altres figures revolucionàries, com Kōtoku Shūsui, Uchimura Kanzo i Tajii Yamaga. Amb l'inici de la guerra rus-japonesa, el diari Yorozu va adoptar una postura bel·licista favorable al govern. Sakai va deixar llavors aquest diari per formar el setmanari Heimin Shimbun (Notícies del comuner), juntament amb Kōtoku Shūsui. Aquest setmanari, que editaria després Taiji Yamaga, va ser molt crític amb la guerra i els imposts que el govern va crear per sufragar-ne els costos.
Sakai va ser també un important activista i pioner dels partits polítics d'esquerra japonesos. Així, el 1904 va publicar una traducció al japonès del Manifest Comunista. Va ser condemnat a dos mesos de presó. El 1906 va ser un dels membres fundadors del Partit Socialista del Japó. Va ser detingut a l'incident conegut com a Bandera Roja el 1908 i va ser condemnat a dos anys de presó. El 1922 va ser un dels membres fundadors del Partit Comunista del Japó i posteriorment va fundar el Partit Proletari de Tòquio. El 1929 va ser escollit com a representant a l'assemblea de la ciutat de Tòquio.
Sakai va ser un ferm partidari del moviment esperantista. El 1905 va publicar un text de l'historiador Kroita Kacumi sobre l'esperanto al setmanari socialista Tyokugen que ell redactava, animant els socialistes a aprendre esperanto. Un dels que l'aprendrien seria Sakae Ōsugi. Amb Ōsugi, Kroita Kacumi i d'altres fundarà l'Associació d'Esperantistes del Japó el 1906. Toshihiko Sakai també va traduir molts treballs relacionats amb el socialisme i amb la literatura utòpica al japonès.
El juny de 1932 va ser ingressat en un hospital després d'un incident de violència domèstica. Va morir d'una hemorràgia cerebral el gener de 1933. La seva tomba es troba al temple de Sojo-ji a Tsurumi-ku, Yokohama. Les seves obres completes es van publicar en sis volums el 1933.
La seva filla Kondo Magara va ser una important figura del socialisme i del feminisme japonès.